# قائمة حلقات الباقون
الباقون (بالإنجليزية: The Leftovers) هو مسلسل درامي أمريكي من تأليف دامون ليندلوف وتوم بيروتا عُرض على قناة HBO.المسلسل مستوحى من رواية بيروتا التي تحمل نفس الاسم، ومن بطولة جستن ثيروكس وإيمي برينمان وكريستوفر إكليستون وليف تايلر وكريس زيلكا ومارغريت كوالي وكاري كون وآن دود.
عرض المسلسل لأول مرة على HBO في 29 يونيو، 2014 وانتهى في 4 يونيو، 2017. خلال فترة بث المسلسل تم عرض 28 حلقة على مدار ثلاثة مواسم.

## نظرة عامة
| الموسم | الموسم | الحلقات | تاريخ البث الأصلي | تاريخ البث الأصلي |
| الموسم | الموسم | الحلقات | بداية الموسم      | نهاية الموسم      |
| ------ | ------ | ------- | ----------------- | ----------------- |
|        | 1      | 10      | 29 يونيو، 2014    | 7 سبتمبر، 2014    |
|        | 2      | 10      | 4 أكتوبر، 2015    | 6 ديسمبر، 2015    |
|        | 3      | 8       | 16 أبريل، 2017    | 4 يونيو، 2017     |

## قائمة الحلقات

### الموسم الأول (2014)
| ترتيب الحلقة في المسلسل | ترتيب الحلقة في الموسم | العنوان                                                   | إخراج                     | كتابة                           | تاريخ البث الأصلي | عدد المشاهدين (بالمليون) |
| ----------------------- | ---------------------- | --------------------------------------------------------- | ------------------------- | ------------------------------- | ----------------- | ------------------------ |
| 1                       | 1                      | «Pilot (بايلوت/الحلقةالأولى)»                             | بيتر بيرغ                 | دامون ليندلوف وتوم بيروتا       | 29 يونيو 2014     | 1.77                     |
| 2                       | 2                      | «Penguin One, Us Zero (واحد للبطريق، صفر لنا)»            | بيتر بيرغ                 | دامون ليندلوف وكاث لينغنفلتر    | 6 يوليو 2014      | 1.55                     |
| 3                       | 3                      | «Two Boats and a Helicopter (قاربين ومروحية)»             | كيث غوردون                | دامون ليندلوف وجاكلين هويت      | 13 يوليو 2014     | 1.38                     |
| 4                       | 4                      | «B.J. and the A.C. (الطفل يسوع وعدو المسيح)»              | ليزلي غلاتر كارل فرانكلين | دامون ليندلوف وإليزابيث بيترسون | 20 يوليو 2014     | 1.62                     |
| 5                       | 5                      | «Gladys (غلاديس)»                                         | ميمي ليدر                 | دامون ليندلوف وتوم بيروتا       | 27 يوليو 2014     | 1.59                     |
| 6                       | 6                      | «Guest (ضيف)»                                             | كارل فرانكلين             | دامون ليندلوف وكاث لينغنفلتر    | 3 أغسطس 2014      | 1.47                     |
| 7                       | 7                      | «Solace for Tired Feet (عزاءٌ لأقدامٍ مُنهكة)»               | ميمي ليدر                 | دامون ليندلوف وجاكلين هويت      | 10 أغسطس 2014     | 1.58                     |
| 8                       | 8                      | «Cairo (كايرو)»                                           | ميشيل مِكلارين             | كورتيس غوين وكارليتو رودريجيز   | 17 أغسطس 2014     | 1.64                     |
| 9                       | 9                      | «The Garveys at Their Best (عائلة غارفي في أفضل أحوالها)» | دانيال ساكهايم            | دامون ليندلوف وكاث لينغنفلتر    | 24 أغسطس 2014     | 1.85                     |
| 10                      | 10                     | «The Prodigal Son Returns (عودة الابن الضال)»             | ميمي ليدر                 | دامون ليندلوف وتوم بيروتا       | 7 سبتمبر 2014     | 1.53                     |

### الموسم الثاني (2015)
| ترتيب الحلقة في المسلسل | ترتيب الحلقة في الموسم | العنوان                                      | إخراج         | كتابة                          | تاريخ البث الأصلي | عدد المشاهدين (بالمليون) |
| ----------------------- | ---------------------- | -------------------------------------------- | ------------- | ------------------------------ | ----------------- | ------------------------ |
| 11                      | 1                      | «Axis Mundi (محور العالم)»                   | ميمي ليدر     | دامون ليندلوف وجاكلين هويت     | 4 أكتوبر 2015     | 0.713                    |
| 12                      | 2                      | «A Matter of Geography (مسألة جغرافيا)»      | ميمي ليدر     | دامون ليندلوف وتوم بيروتا      | 11 أكتوبر 2015    | 0.552                    |
| 13                      | 3                      | «Off Ramp (نحو الهاوية)»                     | كارل فرانكلين | دامون ليندلوف وباتريك سمرفيل   | 18 أكتوبر 2015    | 0.777                    |
| 14                      | 4                      | «Orange Sticker (المُلصق البرتقالي)»          | توم شانكلاند  | دامون ليندلوف وتوم سبزيالي     | 25 أكتوبر 2015    | 0.519                    |
| 15                      | 5                      | «No Room at the Inn (لم يتبقى غُرف في النُزل)» | نيكول كاسل    | دامون ليندلوف وجاكلين هويت     | 1 نوفمبر 2015     | 0.625                    |
| 16                      | 6                      | «Lens (عدسة)»                                | كريغ زوبل     | دامون ليندلوف وتوم بيروتا      | 8 نوفمبر 2015     | 0.636                    |
| 17                      | 7                      | «A Most Powerful Adversary (خصمٌ قوي)»        | ميمي ليدر     | دامون ليندلوف وباتريك سمرفيل   | 15 نوفمبر 2015    | 0.610                    |
| 18                      | 8                      | «International Assassin (مُغتال دولي)»        | كريغ زوبل     | دامون ليندلوف ونِك كيوز         | 22 نوفمبر 2015    | 0.696                    |
| 19                      | 9                      | «Ten Thirteen (13، أكتوبر)»                  | كيث غوردون    | دامون ليندلوف ومونيكا بيليتسكي | 29 نوفمبر 2015    | 0.861                    |
| 20                      | 10                     | «I Live Here Now (أنا أعيش هنا الآن)»        | ميمي ليدر     | دامون ليندلوف وتوم بيروتا      | 6 ديسمبر 2015     | 0.993                    |

### الموسم الثالث (2017)
| ترتيب الحلقة في المسلسل | ترتيب الحلقة في الموسم | العنوان | إخراج          | كتابة                                                              | تاريخ البث الأصلي | عدد المشاهدين (بالمليون) |
| ----------------------- | ---------------------- | --- | -------------- | ------------------------------------------------------------------ | ----------------- | ------------------------ |
| 1                       | 21                     | «The Book of Kevin (سفر كيفن)»                                                                                    | ميمي ليدر      | دامون ليندلوف وباتريك سمرفيل                                       | 14 أبريل 2017     | 0.895                    |
| 2                       | 22                     | «Don't Be Ridiculous (لا تكن سخيفًا)»                                                                              | كيث غوردون     | دامون ليندلوف وتوم بيروتا                                          | 23 أبريل 2017     | 0.776                    |
| 3                       | 23                     | «Crazy Whitefella Thinking (رجلٌ مجنونٌ يُفكر)»                                                                      | ميمي ليدر      | دامون ليندلوف وتوم سبزيالي                                         | 30 أبريل 2017     | 0.846                    |
| 4                       | 24                     | «G'Day Melbourne (يومًا طيبًا، ملبورن)»                                                                             | دانيال ساكهايم | قصة: دامون ليندلوف سيناريو: تامارا كارتر وهايلي هاريس              | 7 مايو 2017       | 0.812                    |
| 5                       | 25                     | «It's a Matt, Matt, Matt, Matt World (دُنيا مات المجنونة)»                                                         | نيكول كاسل     | دامون ليندلوف وليلا بيوك                                           | 14 مايو 2017      | 0.919                    |
| 6                       | 26                     | «Certified (مُعتمد)»                                                                                               | كارل فرانكلين  | باتريك سمرفيل وكارلي راي                                           | 21 مايو 2017      | 0.770                    |
| 7                       | 27                     | «The Most Powerful Man in the World (and His Identical Twin Brother) أقوى الرجال نفوذًا في العالم (وشقيقه التوأم)» | كريغ زوبل      | دامون ليندلوف ونِك كيوز                                             | 28 مايو 2017      | 0.804                    |
| 8                       | 28                     | «The Book of Nora (سفر نورا)»                                                                                     | ميمي ليدر      | قصة: دامون ليندلوف وتوم سبزيالي سيناريو: دامون ليندلوف وتوم بيروتا | 4 يونيو 2017      | 1.049                    |

## روابط خارجية
- الموقع الرسمي
- قائمة حلقات The Leftovers  على قاعدة بيانات الأفلام على الإنترنت